# Giorgio Turin
Giorgio Turin (1891-1983) est un joueur de football italien, qui évoluait au poste d'attaquant.

## Biographie
Giorgio Turin a évolué durant une saison pour le club piémontais Juventus, en y faisant ses débuts en 1911, jouant son premier match lors du Derby della Mole du 8 septembre 1911, qui voit le Torino FC s'imposer 2-1 contre les juventini.
Son dernier match, lui, se tient contre les milanais du AC Milan le 14 janvier 1912, et voit le club bianconero se faire humilier 8 buts à 1, à l'époque la pire défaite de l'histoire du club turinois.
Le reste de sa carrière n'est pas connu.